# 神統記（テオゴニア）
『神統記（テオゴニア）』（テオゴニア）は、谷舞司による小説。2017年8月より小説家になろうに投稿され、2018年3月にPASH!ブックス（主婦と生活社）から河野紘一郎のイラストで書籍版が刊行された。コミカライズも同時展開され、青山俊介の作画による漫画がウェブコミックサイト「コミックPASH! neo」（主婦と生活社）で連載中。コミカライズを含めてシリーズ累計50万部を超えている（2024年4月時点）。2025年4月から6月までテレビアニメが放送された。

## あらすじ
その世界では人族は、攻め込む灰猿人（マカク）族、豚人（オーグ）族らの亜人種と果てしない戦いを続けていた。ラグ村の少年兵カイは戦いの最中に突然、前世の記憶がよみがえる。ファンタジー作品の知識で魔法を試すとごく弱い魔法のみが使える。魔法の力がジョゼにバレて訓練の相手をさせられる。近隣の村が豚人族に襲われたため援軍に行き、その戦いの中でカルデラ状の谷に転落する。谷で土地神の加護を受け、魔力や筋力が今までの数倍となる。ラグ村と谷との二重生活を送り、夜になると谷を訪れていたところ、豚人族に住処を追われた小人（コロル）族に出会い、彼らを谷の縁に住まわせることになる。

## 登場人物
※声は別記なき場合アニメの声優

### 主要人物
カイ
声 - 田村睦心
ラグ村の少年兵。元々は領内の違う村の出身で、そこが滅ぼされた際に家族を全て失い、ラグ村へと移住してきた孤児。戦いの最中に突然前世の記憶が蘇り、さらに強大な谷の土地神の加護を得て守護者と呼ばれる存在になる。また前世の知識から魔法に興味を持ち、僧とよばれる者たちがそれに似た力＝御技を使うという話を聞いて、蘇った前世知識を用いて試行錯誤の末にそれを独学で再現。加護持ちであるだけでなく御技使いにもなった事で霊力の扱いに長けるようになり、神紋を隠した無紋状態のままでも霊力を用いて三齢神紋の加護持ちに近い力を発揮できるようになる。村と谷との二重生活を送る中で、村では領主に匹敵するほどの力を付けていき、谷では各地から流浪してきた亜人たちを受け入れて国を築きつつある。権力による腐敗ぶりに祀る神から見放されて力が衰え支配に陰りが出てきた中央の王と貴族たちの思惑、中央から独立しようとする辺土の動きに亜人達の攻勢、この世界の命全てを喰らわんと虎視眈々と狙う外の神々、その大きな戦いの流れに谷の国の王となったカイも巻き込まれていく。
ジョゼ
声 - 花澤香菜
ラグ村領主の娘で二齢神紋の加護持ち。アルビノで肌も髪も白く赤目なため、白姫様という通称で呼ばれる事が多い。辺土域で最も美しい娘として名が知れ渡っている。強くなりたいが箱入り娘として危険なことは禁じられている。カイが魔法＝御技を使えることを知り、口止めの対価として槍の訓練の相手とした。長の娘の立場としてではなく自分として気軽に話せるカイの事が気になっている。動乱のなかカイの正体が露見し、ヴェジンより一族に取り込むために結婚することを命じられて内心喜ぶが、谷に既に4人の妻がいる事はまだ知らない。
エルサ
声 - 石見舞菜香
カイに思いを寄せるラグ村の少女。村の娘の中では器量良しとして知られている。母と妹の三人家族。元々はカイと同じ村の出身で、そこが亜人に滅ぼされた際にラグ村へと移住してきた。巡察使ガンダールに夜伽を指名された際に、カイに思いを打ち明けて結ばれ恋人同士となる。だが、夜伽を拒んでガンダールに抵抗したために瀕死の重傷を負わされてしまう。カイは敵討ちでガンダールを殺し、抉り出した神石をエルサに食べさせた事で身体自体は元の状態に回復したが、同族食の副作用である神石中毒により昏睡状態となってしまう。カイは同族食の副作用を知らなかった己の軽率さに激しく後悔する。村の決定で目覚めない彼女を死者として弔う事が決まった際に、自分自身の手で埋葬するという態を装って谷に連れて行き、ポレックの知識と手を借りてそこで治療する事にした。目覚める前から谷の国では第一夫人で王妃として住民達から扱われていた。同族食でガンダールの宿していた土地神の加護を継承してしまっている。また遠い中央にあったその土地神の墓所が攻めよせた亜人族に呪われた事で、その呪いを受けて痣のようなものが身体に出ているが、健康面では特に影響は出ていない。
アルゥエ
声 - 集貝はな
生贄として谷の神にささげられた小人族の長ポレックの娘。カイはそんなもの要らないと最初は拒否したが、頑なさに折れて側仕えとしてアルゥエだけが谷の中に住むことを許した。家事全般に長け、カイの世話や谷内の施設整備を行う。後に谷では第二夫人という扱いになるが、カイには小人族はどうしても子供にしか見えないため、あまり女性としては意識されていない。
ニルン
声 - 潘めぐみ
豚人族に村を滅ぼされた鹿人（ウーゼル）族の生き残りの娘。死んだ長に代わって加護を受け継いでいる。半ば強引に谷の中に住み着いて側仕えとなるが、アルゥエと違って色々とポンコツであるためあまり役に立っていない。後に谷では第三夫人という扱いになるが、カイ的には動物に近く見えてしまうため、あまり女性としては意識されていない。
ピニェロイ・サリエ
ピニェロイ家の先代当主だった父が死んだことで、若くしてバーニャ村の長となった少女。この村の土地神は加護が弱っていて、神紋もかつて三齢だったものが今では二齢しかない弱小領主のため立場が弱かった。豚人族との戦いに敗北した周辺領主たちによって、バーニャ村が見捨てられて贄に差し出された事で人族に絶望し、一か八かの賭けに出て谷の国への帰依を求めて駆け込んできた。その際に自分の身柄を対価に差し出したため、第四夫人という扱いになるも村は救われた。長年の嫁入り修行により、アルゥエが脅威と思う程に家事に長けている。

### 人族
モロク・ヴェジン
声 - 宮内敦士
領内の中心であるラグ村の領主（当主）で、民を大事にする人格者であり領民からの人望も厚い。四齢神紋という強力な土地神の加護持ちで、辺土領域でも有数の戦士。四齢神紋持ちの中でも上位の力を持つ。よく村の兵に戦闘訓練をつけるが誰も勝てない。守護者となった事を隠しながらも、他の兵士を圧倒して頭角を現し始めてきたカイに興味を持つ。
オルハ
声 - 松岡禎丞
ラグ村領主の息子。領内のエルグ村の土地神「エウグシナ」の三齢神紋の加護持ち。父ヴェジンと違って民を見下し大事にしない人物で、民に犠牲が出ても何とも思っていない。雑兵だったカイが力を付け認められていくことを、苦々しく思っている。後に土地神の墓所が亜人族に呪われ、神紋が二齢に落ちてしまう。
マンソ
声 - 福西勝也
カイたちの戦闘班班長で戦闘経験も豊富。カイが力を付けた後に班長を交代する。
ガンダール
声 - 越後屋コースケ
王国から遣わされた巡察使。国の権威を笠に着て過大な接待を強要する。自身は五齢神紋だと称して夜な夜な女を献上するよう要求してきたりと横暴に振舞っていたが、エルサに暴行した報復としてカイに殺される。
ナーダ
声 - 中野泰佑
まつろわぬ神が誕生したとの預言を受けて、大僧院より命を受けて辺土の調査に来た真理探究官の僧。霊力を魔法の様に操る御技使い。彼自身は加護を持たないが、神石を大量に取り込むことで力を得て、二齢神紋ほどの神紋を出せるようになっていた。また武術にも長ける。カイが谷の神の加護の力を持つことを察し、殺してその力を奪おうとする。不意を衝く事でカイの神石を抉りだし勝利寸前まで行くが、前世記憶による知識と今世の戦闘経験によって高い知恵を得ていたカイの策にはまって返り討ちにあう。

### 亜人
ンゴォレ
蜥蜴人（ラガート）の加護持ちで谷近くの湿地帯に住む。谷の土地神を恐れているためか、カイに対しては友好的。名前が発音しづらいのでカイはゴレさんと呼ぶ。
ポレック
声 - 中博史
小人（コロル）族の長。元の村を豚人族に襲われて流浪していた。盲目だが霊力を感知して周囲を把握出来るので行動に不自由はない。初対面の時にその感知でカイから谷の神の力を感じ取り、神様であると敬った。カイの許しを得て谷の縁に一族の村を作る。土地神や亜人世界の情報といった様々な知識をカイに教える側近のような存在。普通は禁忌とされる同族食による御霊を継承する利用法や、その副作用の回避のやり方もカイに教えた。更に人族よりも優れた医療知識を持っており、エルサの治療の際にカイは驚かされた。

### その他
谷の神
声 - 銀河万丈
そこらの土地神とは比較にならないほどの神格の高い大神。カイに加護を授け守護者とする。亜人達からは「谷の神」「調停の神」と呼ばれ、中央の大僧院からは聖廟に名を連ねるべき新たな「列神」「根源に近い御霊」と呼ばれる。頻繁にカイへと声を届かせており、その中には何らかの災いを告げる警告もあるようだが、守護者となって日が浅いカイでは上手く聞き取る事が出来ず、そのほとんどが理解できていない。カイに授けた加護がどれほどの物かは明確に語られていないが、高位の加護にだけ現れる象形紋（グリフス）があること、纏う霊光の輝きが最も上の聖貴色と呼ばれる青色であること、神紋が九齢以上の域に達しているというような描写がある。

## 既刊一覧

### 小説
※特記なき場合発売日はPASH UP！による
- 谷舞司（著）/ 河野紘一郎（イラスト） 『神統記（テオゴニア）』 PASH!ブックス〈主婦と生活社〉、既刊3巻（2019年6月28日現在）

| 巻数 | 発売日        | ISBN           |
| ---- | ------------- | -------------- |
| 1    | 2018年3月30日 | 978-4391151695 |
| 2    | 2018年7月27日 | 978-4391152173 |
| 3    | 2019年6月28日 | 978-4391152791 |

- 新装版 アニメ化に伴い文庫サイズで発売され、4巻以降も刊行予定[8]。既刊3巻（2025年6月6日現在）

| 巻数 | 発売日       | ISBN           |
| ---- | ------------ | -------------- |
| 1    | 2025年4月4日 | 978-4391164718 |
| 2    | 2025年5月4日 | 978-4391164725 |
| 3    | 2025年6月6日 | 978-4391165272 |

### 漫画
※特記なき場合発売日はPASH UP！による
- 青山俊介（漫画）/ 谷舞司（原作）/ 河野紘一郎（キャラクター原案） 『神統記（テオゴニア）』 PASH! コミックス〈主婦と生活社〉、既刊13巻（2025年4月4日現在）

| 巻数 | 発売日         | ISBN           |
| ---- | -------------- | -------------- |
| 1    | 2018年10月26日 | 978-4391152555 |
| 2    | 2019年5月31日  | 978-4391152807 |
| 3    | 2019年10月25日 | 978-4391154122 |
| 4    | 2020年4月24日  | 978-4391154573 |
| 5    | 2020年10月30日 | 978-4391155242 |
| 6    | 2021年5月7日   | 978-4391155952 |
| 7    | 2021年12月3日  | 978-4391155969 |
| 8    | 2022年7月1日   | 978-4391157772 |
| 9    | 2023年1月6日   | 978-4391159110 |
| 10   | 2023年8月4日   | 978-4391160291 |
| 11   | 2024年4月5日   | 978-4391162301 |
| 12   | 2024年7月5日   | 978-4391163131 |
| 13   | 2025年4月4日   | 978-4391164756 |

## テレビアニメ
2024年4月にテレビアニメ化が発表され、2025年4月から6月までTOKYO MXほかにて放送された。

### スタッフ
- 原作 - 谷舞司[6]
- 監督 - 森邦宏[6]
- シリーズ構成 - 大久保智康[6]
- キャラクターデザイン - 河野紘一郎[6]
- サブキャラクターデザイン - 加藤真人、山﨑理璃花
- 亜人・プロップデザイン - 新名昭彦
- 美術監督 - 谷地清隆[11]
- 美術設定 - 外谷恵美[11]
- 色彩設計 - 小鹿絵里[11]
- 撮影監督 - 鯨井亮[11]
- 編集 - 石井亜美[11]
- 音響監督 - 丹下雄二[11]
- 音響効果 - 西村睦弘
- 音響制作 - 東北新社[11]
- 音楽 - 藤澤健至[6]
- 音楽プロデューサー - 山中隆弘[11]、豊田充弘
- 音楽制作 - 博報堂DYミュージック&ピクチャーズ 、Team-MAX[11]
- チーフプロデューサー - 深尾聡志、飯島江美子、椿喬祇、山口純平
- プロデューサー - 松永孝之、臼井久人、酒井裕衣、筋野茂樹
- アニメーションプロデューサー - 河内山隆
- アニメーション制作 - 旭プロダクション[6]
- 製作 - 神統記（テオゴニア）製作委員会

### 主題歌
「衝動」
野田愛実によるオープニングテーマ。作詞・作曲は野田愛実、編曲はA.G.O。
「月と私と新しい自分」STU48によるエンディングテーマ。作詞は秋元康、作曲・編曲は嶋田啓介と湯口亮。

### 各話リスト
| 話数   | サブタイトル | 脚本       | 絵コンテ                   | 演出                | 作画監督 | 総作画監督          | 初放送日       |
| ------ | ------------ | ---------- | -------------------------- | ------------------- | --- | ------------------- | -------------- |
| 第1話  | ラグ村の少年 | 大久保智康 | 森邦宏                     | 鈴木理人            | 樋口香住 佐藤恵美 森あおい 相澤茉莉 大野勉 藤井文乃 島崎克実 上條修 羽坂英則 桜井木ノ実 山﨑理璃花 河野紘一郎 ラプラス・アニメーション 趙越 房博雅 陳音 梁雅 白建章 何穎潔 | 藤井文乃            | 2025年 4月12日 |
| 第2話  | 白姫様       | 大久保智康 | 森邦宏                     | にわ素彦 森邦宏     | 樋口香住 佐藤恵美 飯飼一幸 富山大輔 はっとりますみ 久保山陽子 島崎克実 山﨑理璃花 ラプラス・アニメーション 趙越 上海炫舟文化伝媒有限公司                                   | 藤井文乃            | 4月19日        |
| 第3話  | 調停神       | 山田靖智   | 西田正義 森邦宏            | 大塚隆寛            | 福永啓人 Park Magang Kim Sukhui Kim Wonhui 重松佐和子 佐藤恵美 樋口香住 富山大輔 森あおい 河野紘一郎 ANIG 半扇門 ラプラス・アニメーション X10 No Seung-who Yoon Ji-hui     | 山﨑理璃花          | 4月26日        |
| 第4話  | 小楽園       | 山田靖智   | 西田正義 森ミドリ          | 森あおい            | 樋口香住 島崎克実 橋本航平 森あおい 上條修 飯飼一幸 松下純子 重松佐和子 X10 董立則 沈陶裔 陳亮 郁慧云 劉琦琦 張倩茹 ラプラス・アニメーション                               | 藤井文乃            | 5月3日         |
| 第5話  | 僧と巡察使   | 大久保智康 | 鈴木理人 森あおい          | 鈴木理人            | 永田有香 佐藤恵美 富山大輔 久保山陽子 林なお はっとりますみ 樋口香住 大野勉 武田薫 ユニゾン 無錫弘興動畫公司                                                               | 藤井文乃            | 5月10日        |
| 第6話  | 六頭将       | 山田靖智   | 青山弘 森あおい            | 西村大樹            | 藤井文乃 久保山陽子 大野勉 佐藤恵美 飯飼一幸 富山大輔 島崎克実 樋口香住 はっとりますみ くめいっせい 上海炫舟文化伝媒有限公司 無錫弘興動畫公司 岸影動画                     | 藤井文乃            | 5月17日        |
| 第7話  | 真理探究官   | 大久保智康 | 鈴木吉男 森ミドリ 森あおい | 森邦宏 井出信一     | 福永啓人 In Jiyeon Kim Hyeon Soo Youn Subin Hwang SuBeen LeeYeRin Kwon EunJoo 佐藤恵美 大野勉 ワン・オーダー リテラ・ピクチャーズ 半扇門                                   | 山﨑理璃花 藤井文乃 | 5月24日        |
| 第8話  | 大霊河へ     | 山田靖智   | 鈴木吉男 青山弘            | 鈴木吉男            | はっとりますみ 島崎克実 佐藤恵美 久保山陽子 飯飼一幸 大野勉 吉田龍一郎 樋口香住 くめいっせい 富山大輔 武田薫 藤田正幸 南伸一郎 松下純子 上海炫舟文化伝媒有限公司 劉軍      | 藤井文乃            | 5月31日        |
| 第9話  | 神の力       | 大久保智康 | 森ミドリ 小坂春女 森邦宏   | 小坂春女            | 林なお 山﨑理璃花 永田有香 大野勉 はっとりますみ 佐藤恵美 樋口香住 久保山陽子 藤井文乃 旭プロダクション 岸影動画 ラプラス・アニメーション Revival 育松动画制作有限公司 X10 | 藤井文乃 山﨑理璃花 | 6月7日         |
| 第10話 | 鼎の大神     | 大久保智康 | 森あおい 鈴木理人          | 山内東生雄 加瀬充子 | Lee Jae min Kim Yu sun Lee Jong man Ho Seong Jin リテラ・ピクチャーズ ワン・オーダー Revival ラプラス・アニメーション                                                      | 藤井文乃 山﨑理璃花 | 6月14日        |
| 第11話 | 悪神         | 山田靖智   | 加瀬充子 森ミドリ 吉田徹   | 鈴木理人            | 樋口香住 佐藤恵美 大野勉 藤井文乃 久保山陽子 橋本航平 X10 Triple A ワン・オーダー 劉文慧 陳小倩 渠逸辰 何善智 李傑 劉琦琦 張倩茹                                           | 藤井文乃 山﨑理璃花 | 6月21日        |
| 第12話 | 鼎の守護者   | 大久保智康 | 森あおい 森邦宏            | 森あおい 森邦宏     | 森あおい 大野勉 山﨑理璃花 島崎克実 飯飼一幸 樋口香住 佐藤恵美 久保山陽子 藤井文乃 鈴木知里 リテラ・ピクチャーズ 育松动画制作有限公司 X10                                  | 藤井文乃 山﨑理璃花 | 6月28日        |

### 放送局
| 放送期間                | 放送時間                     | 放送局     | 対象地域 | 備考                  |
| ----------------------- | ---------------------------- | ---------- | -------- | --------------------- |
| 2025年4月12日 - 6月28日 | 土曜 0:30 - 1:00（金曜深夜） | TOKYO MX   | 東京都   |                       |
|                         |                              | サンテレビ | 兵庫県   |                       |
|                         |                              | BS11       | 日本全域 | BS放送 / 『ANIME+』枠 |

| 配信開始日    | 配信時間                           | 配信サイト | 備考                       |
| ------------- | ---------------------------------- | --- | -------------------------- |
| 2025年4月12日 | 土曜 0:30（金曜深夜） 更新         | ABEMA | 地上波同時・見放題独占配信 |
| 2025年4月19日 | 土曜 0:30（金曜深夜） 以降順次更新 | dアニメストア DMM TV FOD HAPPY!動画 Hulu J:COM STREAM Lemino milplus music.jp Prime Video TELASA YouTube （レンタル） カンテレドーガ バンダイチャンネル ビデオマーケット | 都度課金配信               |